# Пемагацел
Пемагацел (дзонґ-ке པདམ་དགའ་ཚལ) — місто в Бутані, адміністративний центр дзонгхагу Пемагацел.
Населення міста становить 1066 осіб (за переписом 2005 р.), а за оцінкою 2010 року — 1145 осіб.
До аеропорту Паро приблизно 200 км.